# Ibrahim bin Muhammad al-Wazir
Ibrahim bin Muhammad al-Wazir (arabisch إبراهيم بن محمد الوزير / Ibrāhīm bin Muḥammad al-Wazīr) ist ein jemenitischer schiitischer Geistlicher der  Zaiditen. Er ist Generalsekretär der Islamic Unification and Works Movement (لحركة التوحيد والعمل الإسلامي). Er war einer der Unterzeichner der Botschaft aus Amman (Amman Message). Er war dabei eine der  24 Persönlichkeiten, die eine Fatwa (Rechtsgutachten) verfasst haben.